# 羊卓雍错

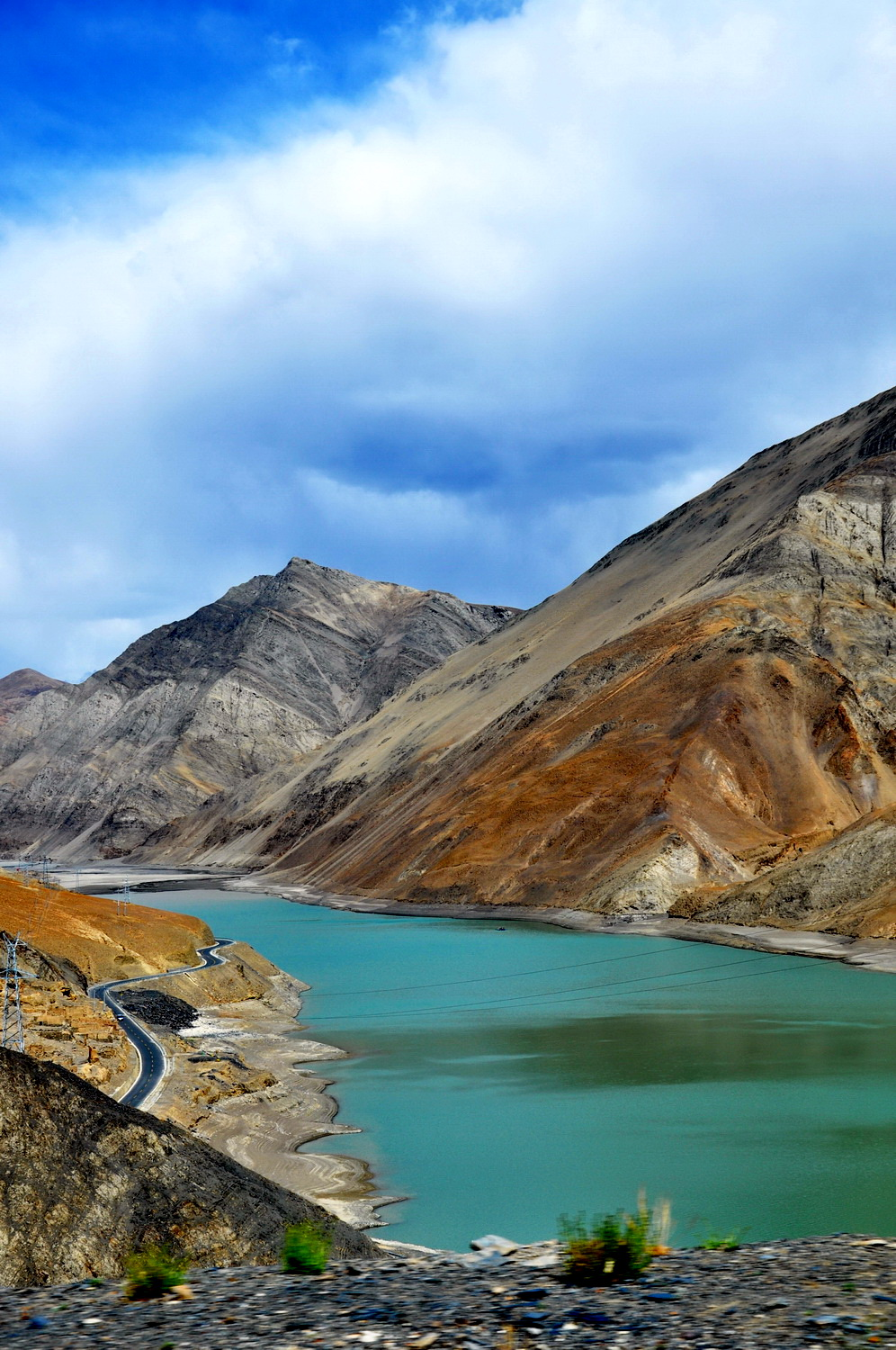
羊卓雍措

羊卓雍措（藏語：ཡར་འབྲོག་གཡུ་མཚོ།，威利转写：yar 'brog g.yu mtsho，THL：Yamdrok Yumtso，藏语拼音：Yamzhog Yumco）是位于中國西藏自治区山南市浪卡子县的一个湖泊。

## 简介

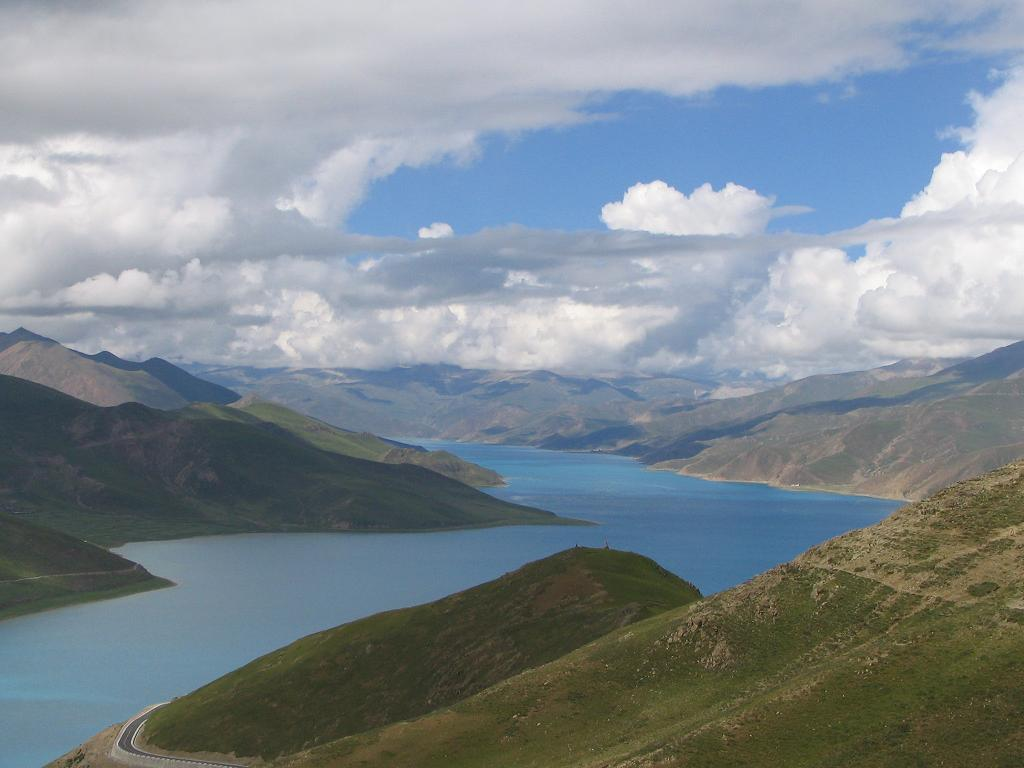
羊卓雍错

羊卓雍错又称“裕穆湖”、“白地湖”、“牙木鲁克湖”。裕穆湖，藏语意为“天鹅之湖”。又因为该湖在白地附近，故称白地湖。藏语“羊卓”意为“上部牧场”，“雍”意为“碧玉”，“错”意为“湖”，合起来意思是“上部牧场碧玉湖”。汉语又称“羊卓雍湖”，简称为“羊湖”。

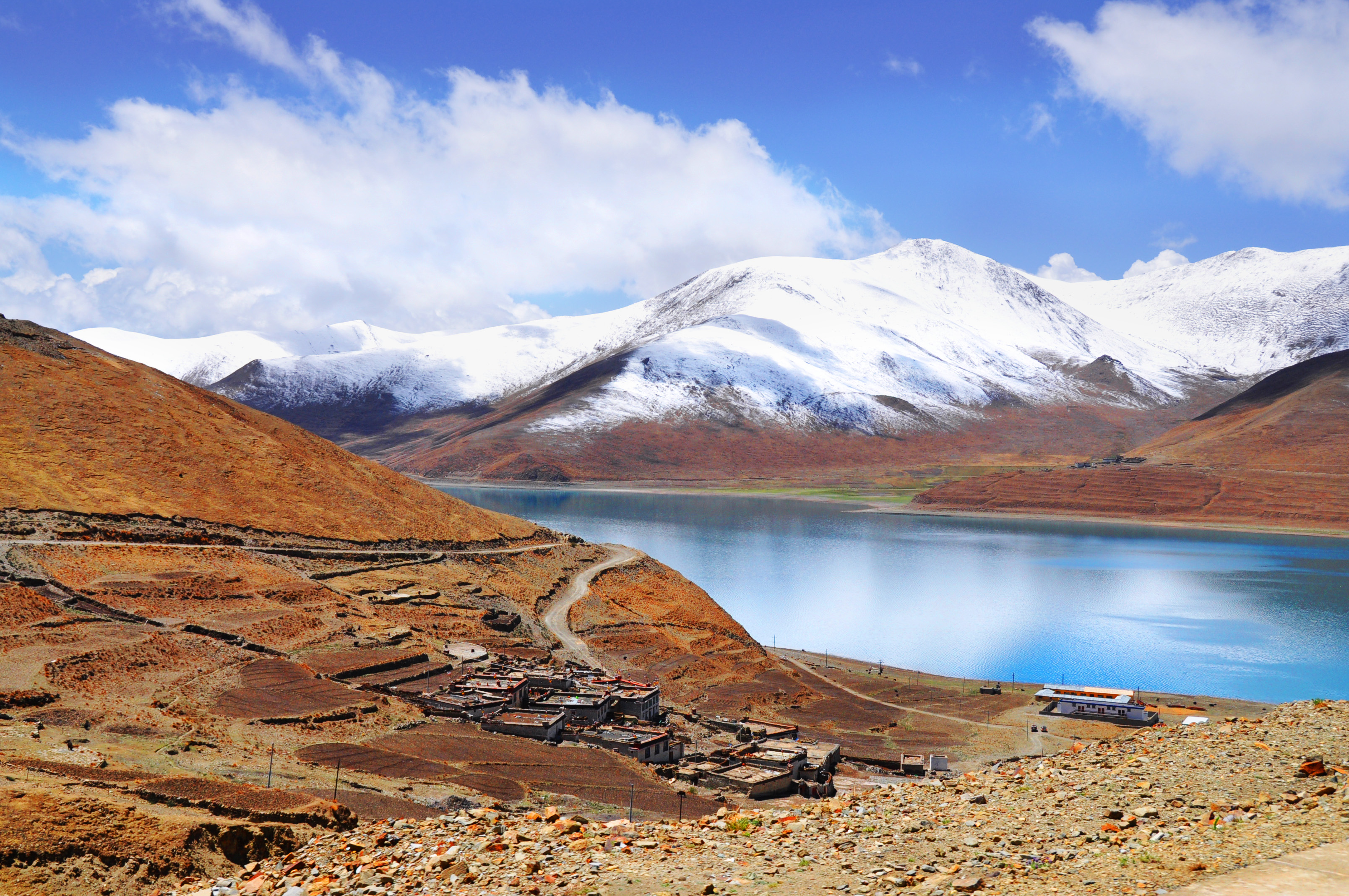
羊卓雍错

羊卓雍错是西藏自治区第五大湖，藏南最大的内陆“微咸水湖”。该湖与纳木错和玛旁雍错并称西藏三大圣湖。
```

```

## 地质
羊卓雍错位于西藏自治区山南市浪卡子县雅鲁藏布江南岸，位于年楚河－羊卓雍错断裂带南面的地层陷落洼地，后来经过冰川作用积水而成为堰塞湖。该湖原本是外流湖，湖水经墨曲汇流入雅鲁藏布江，落差达到900米。后来，由于山地抬升，气候趋于干旱，水位逐渐下降，进入雅鲁藏布江的水道被堵，该湖遂逐渐变成内陆湖。湖水主要来自冰雪融水及泉水，流入羊卓雍错的河流主要分布在湖南岸、东南岸、西岸，集水面积达到6100平方公里。湖体自身调节水位，年最高水位在9月至10月出现，最低水位在5月至7月出现。羊卓雍错湖面海拔4441米。

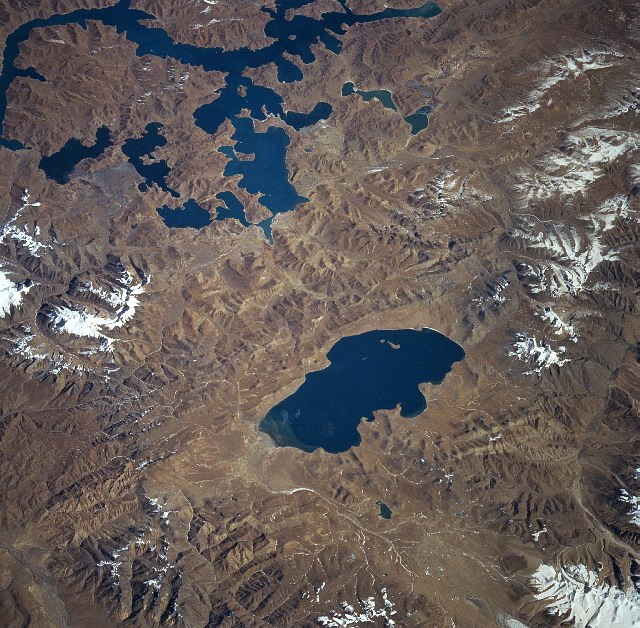
卫星地图，左上方为正北方向。图中左上方的湖泊为羊卓雍错，中央为普莫雍错

羊卓雍错地处喜马拉雅山北坡雨影地区，属于半干旱带，羊卓雍错流域年均降水量350毫米，年均水面蒸发量1250毫米，年均温度2.6℃。羊卓雍错流域周围群山环抱。羊卓雍错流域面积6100平方千米，蓄水量达160亿立方米。羊卓雍错湖水矿化度1.7克/升，属于微咸水湖。羊卓雍错的湖体呈现枝状分布，北窄南宽，长74公里，平均宽8.6公里，最大宽度33公里，面积638平方公里。羊卓雍错水深20至40米，平均深度为23.6米。
羊卓雍错的湖盆非常不规律，呈现槽谷形，大致自西北至东南方向延伸。湖岸线曲折，湖泊周长大约400公里。羊卓雍错的湖体北部较深，在扎马龙以东最深达55米。流入羊卓雍错的主要支流自西、南至东，依次为嘎马林曲、卡洞加曲、林清曲、香达曲、浦松曲、卡鲁雄曲。羊卓雍错流域北部的支流河较短、水量较小，大部分属于季节性冲沟。羊卓雍错流域内的冰川面积达111.6平方公里。该流域四周有许多水系分离的封闭湖泊，是藏南内陆湖泊最集中的地区。
羊卓雍错内共有5座岛屿，面积最大的约18平方公里，最小的3000平方米。岛屿根据各自形状而被取名为“色朵”（犀牛岛）、“雍布朵”（鹿母子岛）、“格莫日朵”（老狐狸岛）、“那亚朵”（盘羊岛）等等。岛上有天鹅、黄鸭、水鹰、水鸽、鹭鸶、黑颈鹤、沙鸥、斑头雁、白鹭、雪鸡等30多种鸟类，是藏南最大的水鸟栖息地。羊卓雍错流域的动物种类丰富，有雪豹、盘羊、水獭、猞猁、野驴、黄羊、岩羊、獐等国家保护动物。羊卓雍错中有三种鱼类：高原裸鲤、细尾高原鳅和异尾高原鳅，虽种类单一，但数量非常多。

## 宗教象征
藏传佛教认为，羊卓雍错是龙女的化身，也是女护法神的驻锡地，所以是圣湖。在湖的西南岸、浪卡子县城北10公里处，是藏传佛教香巴噶举派的桑顶寺，该寺是西藏唯一由女活佛主持的寺庙。

## 周边
在羊卓雍错北岸，山南市贡嘎县境的一个伸入湖中的半岛的山顶，有一座古老的日托寺，只有一位苦修僧人驻守修行，号称“世界上最孤独的寺庙”。寺庙房顶的观景平台可360°广角观赏羊卓雍错蓝天碧湖的美景。

## 水利开发
1996年，羊湖西岸发电站建成，是西藏最大的水利发电站。电站项目曾因生态原因在1986年遭到包括班禅额尔德尼·确吉坚赞和阿沛·阿旺晋美等的反对而缓建，1989年改为抽水蓄能电站以保持湖水水位。据估算，羊卓雍错的面积在按原计划开发后将减小，在开发67年后达到新平衡，而由封闭性湖泊转为开放型后，盐类流失将在1000年后达到新平衡。
羊湖电站投资18亿元，安装４台抽水机组，总装机容量9万千瓦，年发电量0.84亿千瓦时，电力供应拉萨、山南和日喀则３个地区电网。羊湖电站为引水式电站，电站进水口至发电尾水渠出口相距9.5公里，高840米。水工建筑物有进水口、引水隧洞、调压井、压力钢管、发电厂房、尾水渠、开关站、沉沙池抽水系统等组成。1989年国家计委列入预备开工项目，1990年国家计委正式列入基建年度计划新开工项目，1991年5月25日主体工程开工。工程由成都勘测设计院负责勘测设计，武警水电部队负责建设和施工。1996年建成。